# Гуахира (полуостров)
Гуахи́ра (Гоахира, исп. Guajira, Goajira) — полуостров на севере Южной Америки, между Карибским морем и Венесуэльским заливом. Большая часть принадлежит Колумбии (департамент Гуахира), прибрежная полоса на юге — Венесуэле. Площадь — 12 тыс. км². Высота до 853 м.
Поверхность на юго-западе низменная, на северо-востоке — с отдельными останцовыми массивами высотой до 853 м. Климат и растительность тропические полупустынные. Пастбищное животноводство. Добыча соли (на юго-западе).
На Гуахире находится самая северная точка Южной Америки — мыс Гальинас (12"25' с. ш.). Напротив располагается полуостров Парагуана.
Полуостров Гуахира — основное место проживания индейцев гуахиро, говорящих на языке гуахиро.